# Doppler (Kryptologie)
Als Doppler werden in der Kryptologie und speziell bei der Kryptanalyse Buchstabenfolgen bezeichnet, die in einem Text mehrfach auftreten.
In Abhängigkeit von der Länge spricht man von Bigramm-Dopplern (Länge 2), Trigramm-Dopplern (Länge 3), Tetragramm-Dopplern (Länge 4) und so weiter. Das Auftreten von Dopplern in einem Geheimtext ist ein möglicher Angriffspunkt für einen Codeknacker, der als Einstieg in die Entzifferung genutzt werden kann. Beispielsweise lässt sich über die Analyse von Dopplern, auch Dopplersuche genannt, die Periode einer polyalphabetischen Substitution, wie der Vigenère-Chiffre erschließen. Das Verfahren wurde durch den pensionierten preußischen Infanteriemajor und Kryptologen Friedrich Wilhelm Kasiski (1805–1881) in seinem 1863 in Berlin erschienenen Buch Die Geheimschriften und die Dechiffrir-Kunst erläutert. Diese kryptanalytische Methode ist noch heute unter seinem Namen als Kasiski-Test bekannt.